# Pitbull
Арма́ндо Крістіа́н Пе́рес (ісп. Armando Christian Pérez; нар. 15 січня 1981 року, Маямі, Флорида, США), більш відомий як Пітбуль (англ. Pitbull) — американський співак і продюсер.

## Біографія
Народився 15 січня 1981 року в Маямі, в родині кубинських емігрантів. Батьки виховували хлопчика на творах кубинської культури. Також на формування світогляду і творчої манери виконання майбутнього репера вплинула атмосфера космополітичного Маямі з перехресними ритмами різних культур.

## Кар'єра
Наприкінці 1990-х років Pitbull почав роботу з Luke. Результатом співпраці став сингл «Lollipop». Сингл став відомий на всьому півдні. Pitbull досі з вдячністю відгукується про Luke, з яким зробив свої перші кроки в складному світі шоу-бізнесу. Сингл «Lollipop» привернув увагу Diaz Brothers, а ті, у свою чергу, познайомили музиканта з королем Кранка (південного репу) — Lil Jon. Результат — співпраця над альбомом Lil Jon (2002). Спільний трек команди «Oye» став головним саундтреком до фільму Подвійний Форсаж. Далі Pitbull, Lil Jon і East Side Boyz створили альбом «Kings of Crunk», що став «двічі платиновим». Сольна кар'єра Pitbull'я почалася в 2004 році. Варто відзначити, що, хоча в 2004 році в Маямі почала зростати популярність Кранка, і Pitbull мав відмінний досвід роботи в цьому напрямку, він все-таки волів розвивати bass music.
У 2004 році, виходить перший сольний альбом Pitbull'я — «MIAMI». Назва розшифровується як «Money Is Still a Major Issue», причому однойменний трек визнаний у 2005 році найбільш високобюджетною піснею.
Другим альбомом репера став «El Mariel», третій — «The Boatlift», вже в перший тиждень потрапив на тринадцятий рядок Hip-Hop списку Billboard'a. У 2009 році в широкий прокат виходить фільм Форсаж 4, саундтреком до якого стали 4 треки Pitbull: «Crazy» (featuring Lil Jon), «Blanco» (featuring Pharrell), «You Slip, She Grip» (featuring Tego Calderon), «Bad Girls» (featuring Robin Thicke). У цьому ж році Pitbull випустив четвертий альбом, «Rebelution». У 2010 році Pitbull випустив альбом під назвою «Armando».

## Дискографія
- M.I.A.M.I. (2004)
- El Mariel (2006)
- The Boatlift (2007)
- Rebelution (2009)
- Armando (2010)
- Planet Pit (2011)
- Global Warming (2012)
- Globalization (2014)
- Dale (2015)
- Climate Change (2017)